# 위치 (기하학)
기하학의 유클리드공간에서 위치(position) 또는 위치 벡터(position vector) 또는 장소 벡터(location vector) 또는 반경 벡터(radius vector)는 좌표의 원점 O을 처음 점으로 공간 내의 임의의 한 P점을 끝 점으로 하는 벡터이다. 
흩어져 있는 벡터들은 서로 연산을 하기도, 평행 여부를 확인하기도 어렵다. 그래서 모든 벡터를 평행 이동하여 벡터의 처음 점(시점)을 한 점으로 같게 하면 위치 벡터가 된다.

## 상대 위치
relative position

## 같이 보기
- 아핀 공간
- 좌표계
- 6 자유도